# Милета Томић
Милета - Мићо Томић (Ручићи, Горњи Милановац, 19. децембар 1942) српски је архитекта.

## Биографија
Недуго по његовом рођењу породица се преселила у Горњи Милановац, где је завршио основну школу (поновио је први разред јер је због епидемије микозе провео у болници неколико месеци) и гимназију. Започео је студије машинства у Београду, али након прве године прелази на Архитектонски факултет Универзитета у Београду, где дипломира 1968. Каријеру је започео у ГП Градитељ из Г. Милановца, где ради као одговорни пројектант и урбаниста до 1969, када прелази у службу за урбанизам општине Горњи Милановац, где ће радити као шеф службе све до 1986. За то време ради на изради више детаљних урбанистичких планова.
Аутор је свих идејних решења монтажних кућа које је производила фирма ШПИК из Ивањице у периоду од 1969. до 1980.
Каријеру завршава у Енергопројекту, где је радио као директор градилишта и главни инжењер на разним градилиштима (ТЦ Меркатор и Стоматолошки факултет у Београду, зграда Владе у Ташкенту, реконструкција зграде Думе у Ханти-Мансијску, тржни центар у Уралску итд.) од 1986, па до пензионисања.
Има два сина (Ранко и Марко, такође архитекти). Супруга му је Радмила Деспинић-Томић, такође архитекта.
Породица Томић је пореклом из села Ручићи, а презиме носи по претку Томи Корушчићу (сину Милутина Коруге) чији је један од унука био војвода у 2. српском устанку, а брат Милисав Корушчић је присуствовао састанку у Такову, када је подигнут устанак.

## Награде
- Награда за урбанистичко-архитектонско решење стамбено-пословног комплекса Ердоглија у Крагујевцу, коауторски са арх. Неђом Боровницом и Радмилом Деспинић-Томић.

## Дела
- Споменик ратницима у селу Заграђе
- Споменичка пјацета 1300 каплара у Горњем Милановцу (измењена без сагласности аутора 2012)
- Обданиште у Горњем Милановцу
- Основна школа Свети Сава у Горњем Милановцу
- Основна школа Арсеније Лома на Руднику
- Горњомилановачко летовалиште у Буљарицама
- Бројне породичне куће[1]